# Idun
Idun (norrønt: Iðunn) er en nordisk gudinde, der i mytologien er associeret med æbler og ungdom. Hun optræder kun i få myter, hvoraf den vigtigste er Tjazemyten, der genfortælles i Yngre Edda. Hun omtales desuden i Ældre Edda. Disse to tekstsamlinger blev indsamlet og nedskrevet i 13. århundrede i Island, og i dem begge beskrives hun som skjalde og digterguden Brages hustru, mens det er i den Yngre Edda, at hun omtales som vogter af de livgivende og foryngende æbler, uden hvilke guderne vil ældes og dø.
Idun er ikke den mest fremtrædende gudinde i mytologien, men der er blevet fremsat en række teorier om hendes betydning og oprindelse; bl.a. at hun er en mulig frugtbarhedsgudinde, og at hun muligvis kan spores tilbage til proto-indoeuropæisk religion.

## Etymologi
Navnet Idun/Iðunn kan betyde enten "evig ung", "forynger", eller "den der forynger". I 19. århundrede forslog den tyske filolog Jacob Grimm at der potentielt var en etymologisk forbindelse mellem Idun og de kvindelige guddomme diser. Grimm mente, at det var den ældre form af deres navn, idisi, der kunne være tegn på denne forbindelse. Grimm mener også, at Idun kan have været kendt under et andet navn, men han bringer ingen forslag.

## Teorier

### Æbler og frugtbarhed
Iduns vigtigste attribut er hendes æbler, og der er blevet fremsat en række forskellige teorier, der skal forklare deres betydning og oprindelse. Det er omstridt hvorvidt disse æbler er et genuint førkristent symbol, da man i vikingetiden kun kendte til vildæbler i Norden; de moderne søde æbler blev først indført i middealderen. Fundet af en spand i Osebergskibet, der indeholdt vilde æbler i Oseberg, understøtter dog muligheden for, at forestillingen om Iduns æbler stammer fra førkristen tid.
Den engelske religionshistoriker Hilda Ellis Davidson har forsøgt at knytte den mytologiske forestilling om æblerne sammen med en formodet rituel praksis i germansk religion, idet hun påpeger, at frugter og nødder (Idun blev forvandlet til en nød i Skáldskaparmál) er blevet fundet i tidlige angelsaksiske grave i England samt i de vest- og sydgermanske områder. Ellis Davidson mener derfor, at frugter og nødder havde en symbolsk betydning, som hun foreslår har været relateret til frugtbarhed. Hun mener at forestillingen om nødder som frugtbarhedssymbol er bevaret i det sydvestlige England.
Davidson har desuden påpeget en mulig forbindelse mellem æbler og vanerne, den gudeslægt, der normalt er knyttet til frugtbarhed i den nordiske mytologi; fx tilbyder Skirner elleve "gyldne æbler" til den smukke jættekvinde Gerd, da han optræder som frier på guden Frejs vegne (strofe 19 og 20 af Skírnismál). I samme digt omtaler Gerd i strofe 16 hendes brors banemand. Davidson foreslår, at dette kan have en forbindelse til Idun, da det i digtet Lokasenna af Loke fortælles, at hendes bror også blev slået ihjel, og at hun villigt lod sig favne af ham. Davidson har fremhævet en anden forbindelse mellem æbler og frugtbarhed. I kapitel 2 af Vølsungesaga bliver det fortalt, at modergudinden Frigg sender et æble til kong Rerir, efter han har bedt Odin om et barn. Friggs budbringer lader i skikkelse af en krage et æble falde i et stykke klæde, mens han sad på en høj. Rerirs dronning spiste æblet og fødte efter seks års graviditet helten Vølsung ved kejsersnit. Davidson peger også på den mærkelige betegnelse "Hels æbler", der blev brugt i et skjaldedigt af Þórbjörn Brúnason i 11. århundrede. Davidson mener, at det spiller på forestillingen om æblets som frugtbarhedssymbol, og at det derfor blev brugt af skjalden i betydningen "de dødes føde".
Davidson mener, at æblet som symbol på frugtbarhed er resultatet af en mellemøstlig påvirkning. Hendes tolkning bygger bl.a. på, at æblerne i Nordeuropa i førkristen tid var små og bitre vildæbler, og at germanerne først lærte æblet og dets symbolske betydning at kende gennem kontakter med Romerriget. Den første germanske gudinde, der blev knyttet til æblet foreslår hun er Nehalennia. Hun afbildes i flere tilfælde med æbler. Det er dog usikkert hvorvidt denne guddom var germansk. Der findes også keltiske paralleller til gudinden med æblerne. På den baggrund mener Davidson, at Idun er en utydelig refleksion af en gammel forestilling om en gudinde, der vogter de livgivende frugter fra den anden verden.
Folke Ström er enig i at Idun måske er en hypostase af frugtbarhedsgudinden. Den mest kendte udgave er Freja, men han peger på, at flere af de øvrige gudinder har træk, der tyder på at de har udviklet sig ud fra en tidligere gudinde. Ström bygger også sin hypotese på, at Idun også kaldes ósa lerka. Det betyder gudernes elskerinde, ligesom hun i Lokasenna af Loke hånes for at være den mest mandglade, og det opfatter Ström som et tydeligt tegn på en forbindelse mellem Idun og frugtbarhed.
Gro Steinsland mener ikke at æblerne er et sent indlån i den nordiske forestillingsverden. Det mener hun ikke fordi æblerne optræder i så mange mytologiske sammenhænge, at de må være et gammelt og indarbejdet symbol i nordisk kultur, ligesom forekomsten af vildæbler i Oseberggraven viser, at den religiøse brug af æbler ikke kun var knyttet til de dyrkede spiseæbler. I stedet foreslår hun, at æblesymbolet snarere er en parallel til de græske og keltiske forestillinger, fx Hesperidernes frugt, end kulturelle indlån.

### Indoeuropæisk baggrund
David Knipe har fremsat den hypotese, at myten om Tjazes bortførelse af Idun i en ørns skikkelse, er et eksempel på et proto-indoeuropæisk mytologisk motiv, hvor en ørn stjæler de guddommelige midler til udødelighed. Knipe mener, at der i keltisk mytologi findes en parallel fortælling, hvor heltene Brian, Iuchar, og Icharba, Tuirenns sønner, i skikkelse af høge stjal de hellige æbler i Hisbernas have. Her er der også en forfølgelse, da havens vogtere jager dem i form af kvindelige griffe.

### Andre paralleller
John Lindow har foreslået, at den mulige etymologiske betydning af Iðunn som "evig ung", kunne være en indikation på, at hun muligvis kunne være i stand til at giver guderne evig ungdom uden brug af æblerne. Lindow finder støtter i at digtet Haustlöng ikke nævner æblerne, men i stedet omtaler Idun som : "mæra" […]", stærandi mun hapta (den herlige mø, der forøger (giver) gudernes fryd (livsglæde))" Lindow bruger oversættelsen: "maiden who understood the eternal life of the Æsir." Han mener, at Iduns bortførelse er et af de mest afgørende øjeblikke i mytologien, da det betød at den normale udvekslen af jættekvinder til Asgård blev vendt om, så en gudinde nu blev taget med til Jotunheim.

## Idun og Tjaze
I Yngre Edda fortælles det at Loke engang af jætten Tjasse blev tvunget til at lokke Idun ud af Asgård ved at fortælle, at han kendte nogle æbler, der var lige så gode som hendes egne. I skoven greb Þjazi i ørneskikkelse hende og tog hende med sig hjem. Iduns fravær i Asgård betød at guderne blev gamle, og de fandt snart ud af, at Loke var skyld i Iduns forsvinden. Under trusler måtte Loke love at bringe hende tilbage, og han flyver til Þjazis gård i form af en falk. Han omskaber Idun til en nød og flyver med hende hjem. Þjazi opdager snart at Idun er væk og flyver i raseri efter Loke. Han bliver jagtet helt til Asgårds mur, hvor han er lige ved at fanget af ørnen, men guderne tænder et kæmpe bål, der antænder dens fjer. Þjazi dør.

## Moderne fremstillinger
Idun har været genstand for adskillige kunstneriske fremstillinger, heriblandt statuen "Idun" fra 1821 af H.E. Freund, "Brage sittande vid harpan, Idun stående bakom honom" (1846) af Nils Blommér, "Ydun" (1856) af Wilhelm Bissen, "Iduns Rückkehr nach Valhalla" af C. Hansen, "Brita as Iduna" (1901) af Carl Larsson, "Loki och Idun" (1911) af John Bauer, "Idun" (1905) af B.E. Ward og "Idun" (1901) af E. Doepler.
Komponisten Richard Wagner kombinerede til sit operaværk, Der Ring des Nibelungen, figuren Freia. Hun var en version af Freja, der havde træk, som stammede fra Idun.
Idunn Mons er et bjerg på planeten Venus, der er opkaldt efter Idun. Venus’ bjerge er i øvrigt alle opkaldt efter gudinder.
I Lars-Henrik Olsens bog Erik Menneskesøn spiller Idun en fremtrædende rolle i bogens plot. Hun er endnu engang forsvundet, og bogens to hovedpersoner må finde hende og redde hende tilbage til Asgård.